# مردان سحر
مردان سحر فیلمی به کارگردانی و نویسندگی اسماعیل نوری علاء محصول سال ۱۳۵۰ است.این تنها فیلم بیک ایمانوردی است که با صدای همیشگی دوبلورش که شبه کمیک بود، دوبله نشد. عدم پذیرش صدایی جدی و خشن روی بیک ایمانوردی، از دلایل شکست تجاری فیلم قلمداد میشود.

## داستان

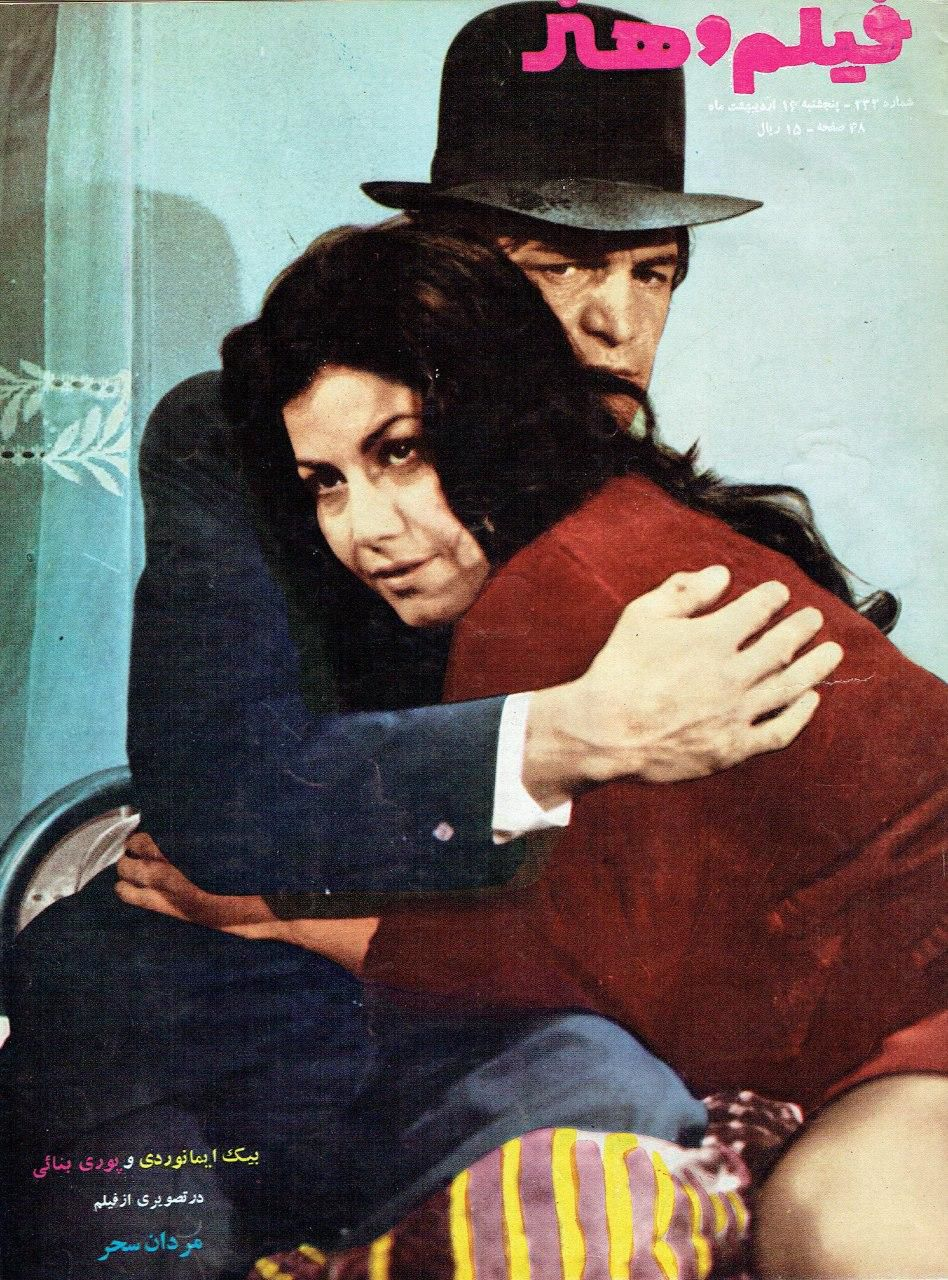
رضا بیک ایمانوردی و پوری بنایی در تصویری از فیلم مردان سحر، منتشرشده بر روی جلد شمارهٔ ۳۳۲ مجلهٔ فیلم و هنر

آقای «معز» (ثروتمند معروف) و پسرش «جهان» هر دو عاشق «مهین» هستند.  جهان از اين موضوع اطلاعی ندارد و معز كه بر سر خراب كردن خانه های يك محله با پهلوان محله اختلاف پيدا كرده است، به خاطر اين موضوع با يك تير دو نشان می زند و شرط ازدواج پسرش با مهين را شكست دادن پهلوان می گذارد.

## بازیگران
- رضا بیک ایمانوردی
- پوری بنایی
- احمد قدکچیان
- ابراهیم نادری
- حبیب‌اله بلور
- ایران دفتری
- طوبی متین
- عزت‌اله مقبلی
- اردشیر پهلوان
- حسین محسنی